# カキドオシ
カキドオシ（垣通し・垣通、学名: Glechoma hederacea subsp. grandis）とは、シソ科カキドオシ属の植物の1種。別名、レンセンソウ（連銭草）、カントリソウ（癇取草）ともよばれる。

## 名称
和名カキドオシは漢字で「垣通し」と書き、生け垣の下などで、隣接地から垣根を突き抜けるほど、勢いよく伸びてくる様子に由来する。丸い葉が並んで見えることから、連銭草（れんせんそう）という別名もある。
小児の癇の薬にする薬草にするところからカントリソウ（癇取り草）、カンキリソウ（癇切り草）という別称もある。地方により、カイドトオリ、ゼニクサ、ツルハッカ、バテイソウ、ミソバナのほか、ヤマスミレ（青森県）、モーセン（秋田県）、カジバナ（新潟県）、アサッペイ（島根県）、カキドクサ（熊本県）などの方言でも呼ばれている。
学名の Glechoma hederacea は、属名からハッカの一種につけられたギリシャ名 glechon に由来し、種小名は「キヅタ（木蔦）に似た」という意味からきている。
外国名は、英語で gill over the ground、フランス語で glechome; lierre terrestre である。中国植物名は日本活血丹（にほんかっけつたん）、金錢薄荷。漢名では馬蹄草と書かれ、連銭草、積雪草は誤用だとする説がある。

## 分布・生育地
日本の北海道・本州・四国・九州に分布し、海外では朝鮮半島、中国、台湾、シベリア、アジアの温帯域に分布する。原野の草地、野原、土手、道端、畑のわき、庭などに、ふつうに自生する。浅根性で乾燥は好まない性質で、生育地は日当たりの良い適度に湿った土地を選ぶ。半日陰でも生育し、茎をよく伸ばす。

## 形態・生態
つる性の多年草。茎や葉の全体に細毛があり、爽やかな香気がある。茎の断面は四角く、はじめ花がつくころは5 - 20センチメートル (cm) ほどの高さに直立するが、花後は茎が伸張するに従ってつる状になり、地面を這うように長く伸びて、節の所々から根を下ろして、長さ1メートル (m) 以上になる。所々からでる横枝は時に多少立ち上がって高さ30 cm前後になる。
葉は対生し、長さ1.5 - 10 cmの長い葉柄がつき、葉身はスイレンの葉のような円形から狭い扇形を切り取ったハート形で、大きさは長さ1.5 - 2.5 cm、幅2 - 4 cm、葉縁にはギザギザのある浅い鋸歯がある。一般に春の葉は小さいが、夏の葉になると大きくなる。柔らかく、しわがあって毛が生えている。葉は揉むと強い香りがある。
開花期は春（4 - 5月ごろ）で、対生する葉のつけ根から1本ずつ花が出て、1 - 3個（ふつう2個ずつ）並ぶ。花色は薄い紫から淡紅紫色でよく目立ち、唇形で長さは約20ミリメートル (mm) 。花の下唇は4裂して、内面には虫を呼ぶための目印となる濃紅紫色の斑点とちぢれた毛があり、この斑紋や花色には個体差がある。萼は筒状で、長さは8 mm、5深裂して先が鋭く尖る。

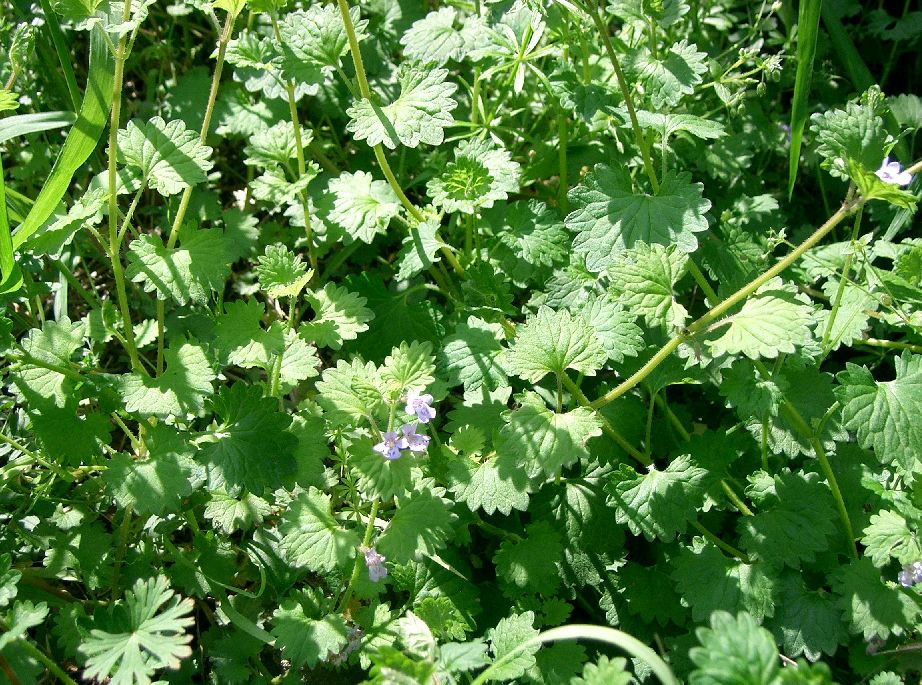
茎葉
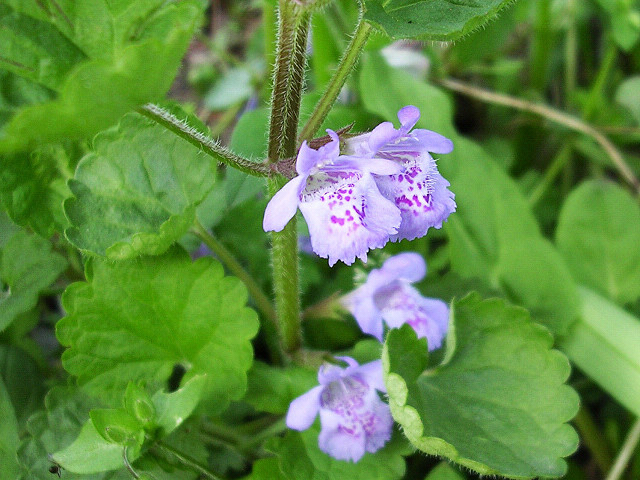
花（群馬県みなかみ町、2007年5月）

## 利用
カキドオシは、食べられる野草として知られる。茎や葉を乾燥させたものは、お茶代わりに飲めば健康維持やダイエットに良いとし、各地で特産品売り場などで販売もされている。

### 食用
春の若くてやわらかな茎葉と花は食用することができる。採取時期は暖地で3 - 4月ごろ、寒冷地では5月ごろが適期とされ、花が開く前のやわらかいものは根元から、少し伸びたものは先端を摘み取って利用する。灰汁は少ない方であるが、塩を少し入れた熱湯で軽く茹でてから水にさらし、細かく刻んで和え物やおひたしに調理される。生のまま、他の野菜と一緒にサラダにも使える。花を咲かせたころのものは、衣を付けて天ぷらにする。葉や茎を揉むとハーブのタイムに似た芳香があり、茹でたスパゲッティに刻んだカキドオシを混ぜ込んで野趣あふれる一品に仕上げるといった使い方もできる。乾燥したものを小袋に入れてホワイトリカーに3か月ほど漬け込むと、健康酒になるとされる。

### 薬用
全草を乾燥したものは和種・連銭草（れんせんそう）、中国種・金銭草という名で生薬にされ、子供の癇の虫に効くとされる。このことから俗にカントリソウの別名がある地上部の茎葉には、精油としてリモネン、このほかウルソール酸、硝酸カリ、コリン、タンニンなどを含んでいる。一般に、精油には高揚した気分や高ぶりを鎮静する作用があるといわれている。過去の研究によれば、カキドオシの温水エキスを糖尿病の動物に与えた実験で、血糖降下作用があることが認められるとした報告もされていて、糖尿病治療にも応用できることが日本生薬学会で発表されている。しかし、動物実験により糖尿病に良いとされる発表については、これを疑問視する人もいる。
生薬の連銭草は、4 - 5月ころの開花期に、地上部の茎葉を採取して陰干しにしたものである。上方の花が残っているころに、茎を切って水洗いして、20本ほど束ねて風通しの良い日陰に吊るして陰干しにする。
民間療法では、尿道結石、胆石、利尿、消炎薬として、連銭草1日量5 - 15グラムを、約500 - 600 ㏄の水で半量になるまで煮詰めた煎じ汁を、1日3回に分けて分けて服用する用法が知られる。尿道結石にはウラジロガシと一緒に、胆石にはカワラヨモギと一緒に煎じるとよいとも言われている。幼児の癇の虫には、前記の3分の1量以下の連銭草の煎じ汁を用いるとされ、苦いので甘味を加えて複数回に分けて服用するものとされている。このほか、湿疹の幹部に煎じ汁を直接塗ったり、糖尿病予防に服用するといった民間療法がある。冷え症や妊婦への服用は禁忌とされている。

### 園芸
栽培変種に葉に白斑があるものがあり、ヨーロッパ原産の斑入り種は見た目の美しさから、属名の「グレコマ」という名称で、園芸やグランドカバー目的に栽培、販売がされている。主に、花壇の縁取りやロックガーデンなどに植えられる。

### 健康食品
抽出物には血糖値降下作用、体内の脂肪や結石を溶解させる作用があるなどとして漢方薬、ダイエット茶とされることもある。しかし、国立健康・栄養研究所によれば、ヒトでの安全性を証明する十分なデータは不足している。また「過剰摂取をすると胃腸粘膜や腎臓の炎症を引き起こす可能性」「ワルファリンを成分とする医薬品との相互作用」「発作性疾患のある人は使用禁忌」「腎疾患、肝疾患に罹患している人は使用禁忌」などの注意が促されている。

### 動物実験
一方、研究によるマウスやラットによる動物実験で、発毛効果、血糖上昇抑制、血圧上昇抑制などの効果があることが報告されている。